# Michał Hrisulidis
Michał Hrisulidis (ur. 1963) – polski artysta malarz, rysownik, scenograf filmowy i teatralny.
Absolwent i wykładowca Akademii Sztuk Pięknych im. Eugeniusza Gepperta we Wrocławiu. Prowadzi zajęcia ze scenografii filmowej w Katedrze Scenografii  Wydziału Architektury Wnętrz i Wzornictwa. W 2011 otrzymał stopień doktora, a w 2015 doktora habilitowanego sztuk plastycznych.
W 2019 roku Michał Hrisulidis został nagrodzony Brązowy Medalem „Zasłużony Kulturze Gloria Artis”.
Laureat dwóch nagród na Festiwalu Polskich Filmów Fabularnych w Gdyni: w 1994 za kształt plastyczny filmu Cudowne miejsce (razem z Beatą Olszewską, Tadeuszem Kosarewiczem i Mirosławą Wojtczak) oraz w 2000 za scenografię do filmu Daleko od okna.
Malarstwo i rysunki prezentował na wielu wystawach zbiorowych w Polsce i za granicą oraz na ponad 50 wystawach indywidualnych, między innymi: we Wrocławiu, Warszawie, w Łodzi, Krakowie, Toronto (Kanada), Berlinie, Dreźnie, Monachium, Ludwigshaffen, Herford (Niemcy), Salonikach, Panagia Soumela (Grecja), Kopenhadze (Dania), Enkhuizen, Borne, Ulft (Holandia), Brukseli (Belgia).
Zrealizował ponad 40 scenografii do filmów fabularnych, teatrów telewizji, seriali i spektakli teatralnych. Wyjątkowe uznanie przyniosły mu prace do filmów w reżyserii Jana Jakuba Kolskiego: Cudowne miejsce, Historia kina w Popielawach, Daleko od okna, Afonia i pszczoły i innych. 

## Wybrana filmografia
jako autor scenografii:
- Żelazny most (2019)
- Daleko od okna (2000)
- Głośniej od bomb (2001)
- Fundacja (2006)
- Determinator (2007)
- Nie opuszczaj mnie (2009)
- Afonia i pszczoły (2009)
- Solidarność, Solidarność... (2005)
- Królowa chmur (2004)
- Stacyjka (2004)
- Determinator (2007)
- Tango z aniołem (2005-2006)
- Święta polskie (2003)
- OjDADAna (1996)
- Pani Hapgood (2000)
- Królowa chłodu (2001)
- Siedem dalekich rejsów (2001)
- Wyspa róż (1998)
- Kamera marzeń (2002)
- Skrzypki (1999)
- Stara kobieta wysiaduje (Tadeusz Różewicz)
- Wigilia (1997)

jako dekorator wnętrz:
- Historia kina w Popielawach (1998)

jako autor rzeźb:
- Cudowne miejsce (1994)

jako autor ilustracji:
- Marzyciel. Kornel Morawiecki

## Scenografia teatralna
- 2018 – Warto było, reż. Cezary Studniak, Teatr Collegium Nobilium, Akademia Teatralna im. Aleksandra Zelwerowicza w Warszawie
- 2017 – Dziecię Starego Miasta, reż. Cezary Studniak, Teatr WARSawy, Rynek Nowego Miasta w Warszawie
- 2016 – Porno, spektakl muzyczny, reż. Cezary Studniak, Teatr Nowy im. Tadeusza Łomnickiego w Poznaniu
- 2016 – Believe me you fool, spektakl muzyczny, reż. Cezary Studniak, spektakl dyplomowy studentów IV roku Wydziału Lalkarskiego PWST w Krakowie Filia we Wrocławiu
- 2014 – Kochanie, zabiłam nasze koty, spektakl muzyczny, reż. Cezary Studniak, Teatr Nowy im. Tadeusza Łomnickiego w Poznaniu
- 2014 – Kocham cię. Ja ciebie też nie, spektakl muzyczny, reż. Cezary Studniak, Teatr Muzyczny Capitol we Wrocławiu
- 2013 – Jeździec burzy, spektakl muzyczny, reż. Cezary Studniak, Amfiteatr w Jelczu-Laskowicach
- 2013 – Niekoniecznie jest źle, spektakl muzyczny, reż. Cezary Studniak, Centrum Sztuki Impart we Wrocławiu
- 2012 – Imperium, spektakl muzyczny, reż. Cezary Studniak, Teatr Nowy im. Tadeusza Łomnickiego w Poznaniu
- 2012 – Koncert finałowy 33. Przeglądu Piosenki Polskiej we Wrocławiu, reż. Marcin Przybylski, Polskie Radio Wrocław
- 2012 – Plugawe oko poety, spektakl muzyczny, reż. Cezary Studniak, Sala Koncertowa Polskiego Radia Wrocław
- 2011 – Plastic – metal – songs, przedstawienie muzyczne, reż. Konrad Imiela, Opera Wrocławska
- 2011 – Kopciuch, przedstawienie dyplomowe Studium Musicalowego Capitol, reż. Cezary Studniak, Teatr Muzyczny Capitol we Wrocławiu
- 2010 – Kto, spektakl muzyczny, reż. Cezary Studniak, Klub Firlej we Wrocławiu
- 2010 – Fotoplastykon, przedstawienie dyplomowe Studium Musicalowego Capitol, reż. Monika Dawidziuk, Teatr Muzyczny Capitol we Wrocławiu
- 2010 – Gala wręczenia Nagród Poetyckich Silesius, reż. Konrad Imiela, Teatr Muzyczny Capitol we Wrocławiu
- 2010 – Radio retro, spektakl muzyczny, reż. Cezary Studniak, Teatr Współczesny we Wrocławiu
- 2010 – To, spektakl muzyczny, reż. Monika Dawidziuk, 31. Przegląd Piosenki Aktorskiej we Wrocławiu
- 2010 – Mury Hebronu, spektakl muzyczny, reż. Cezary Studniak, Teatr Muzyczny Capitol we Wrocławiu
- 2010 – Hair, musical, reż. Konrad Imiela, Teatr Muzyczny Capitol we Wrocławiu